# Flugzeugschlepper

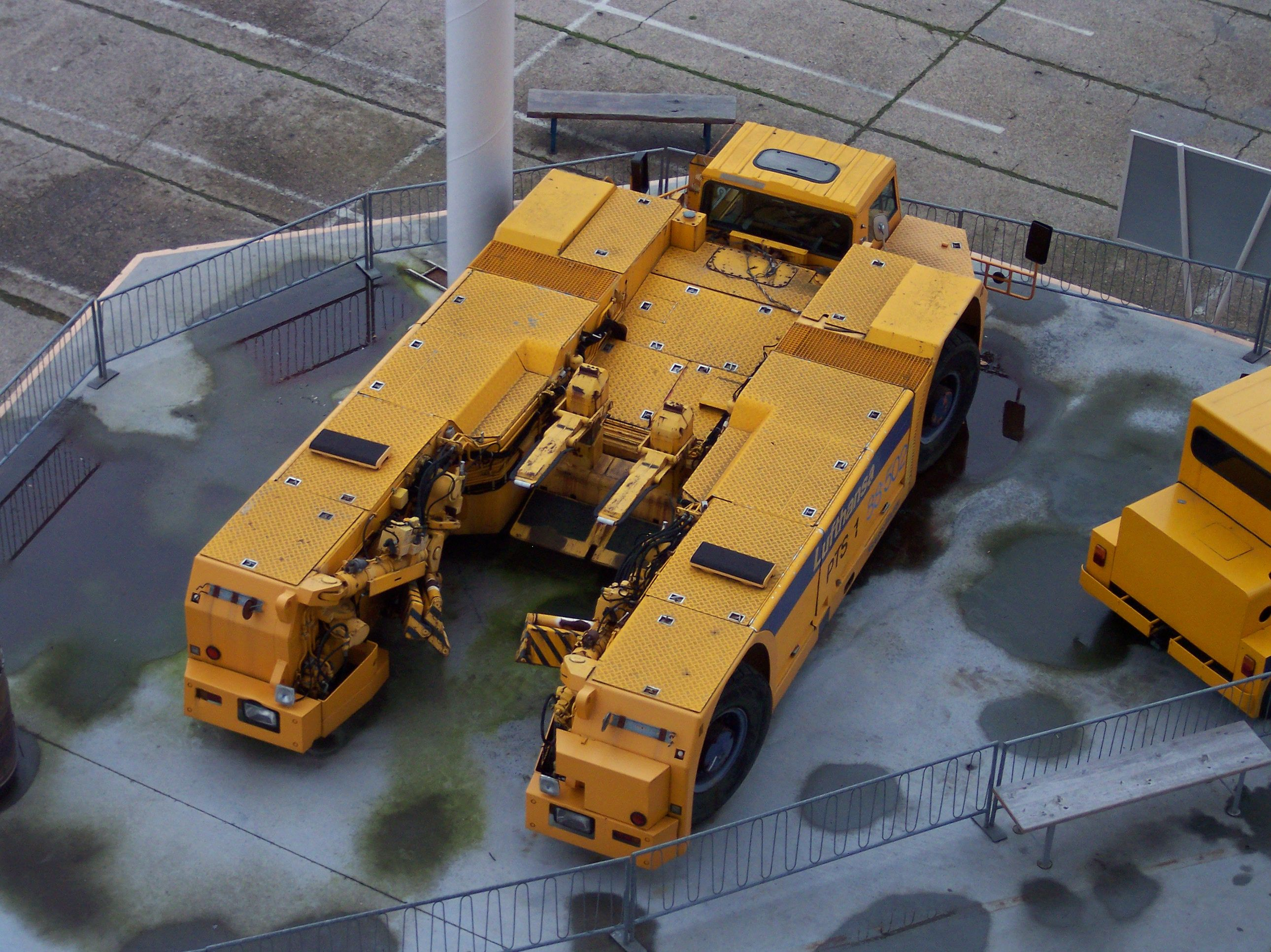
Flugzeugschlepper ohne Schleppstange

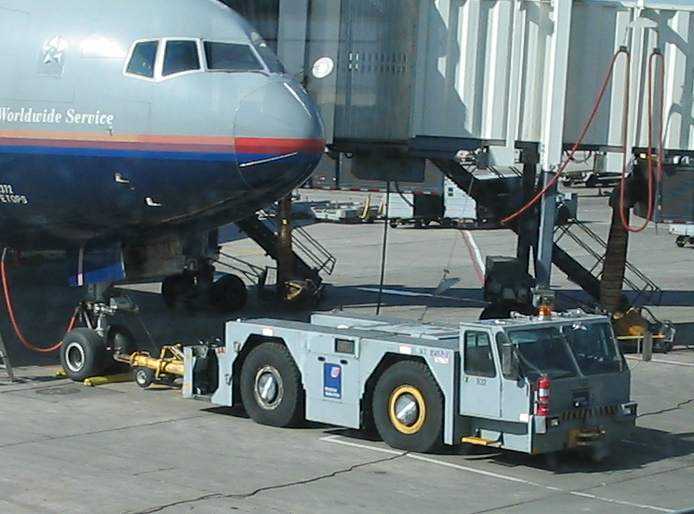
Flugzeugschlepper mit Schleppstange

Ein Flugzeugschlepper, auch „Pusher“ oder „Stangenschlepper“ genannt, ist ein Fahrzeug, das Flugzeuge schleppen, schieben (pushen) oder auch auf Rollwegen positionieren kann. Er wird zur Bewegung von Flugzeugen auf dem Rollfeld und in Wartungshallen eingesetzt. Die auch geläufige Bezeichnung Tug stammt aus der englischen Bezeichnung für Hafenschlepper.
Flugzeugschlepper kommen in sehr unterschiedlichen Bauformen in allen Bereichen der Luftfahrt vor. Die Spanne reicht von handgeführten vier Kilowatt starken Minischleppern für Sportflugzeuge bis zu 70 t schweren Schleppern zur Bewegung großer Passagierflugzeuge. Zu den bekannteren Herstellern gehören Goldhofer und FMC Technologies.
Der Vorgang des Zurücksetzens des Flugzeugs vor dem Abflug mit Hilfe eines Flugzeugschleppers wird Pushback genannt. Während des Pushback können dann bereits die Triebwerke gestartet werden, was von dem mitlaufenden Mechaniker, Ramp Agent oder vom Walk-out-Assistenten überwacht wird.

## Schleppen mit Schleppstange
Bei dieser Form wird zwischen Schlepper und Flugzeug-Bugradfahrwerk eine Stange angebracht. Diese Schleppstange überträgt alle Kräfte und ist mit Scherbolzen ausgestattet, um im Falle einer Überlast Schäden am Flugzeug zu vermeiden. Dieses Verfahren ist im Bereich der allgemeinen Luftfahrt das übliche Verfahren zum Bewegen von Flugzeugen, die zu schwer sind, um sie mit Hilfe einer Handschleppstange manuell bewegen zu können.
Bei dieser Methode sollte ein sogenannter „Bremser“ (ein Mechaniker oder Pilot) im Cockpit anwesend sein, der im Fall eines Bruchs der Schleppstange das Flugzeug mit seinen eigenen Bremsen zum Stehen bringen kann. Am Flughafen Santiago de Chile kam es mindestens zwei Mal zu solchen Vorfällen: Am 12. März 2016 wurde die von Iron Maiden genutzte Boeing 747-400 zur Betankung gezogen, als sich die Zugstange löste und die Maschine mangels Bremser im Cockpit unkontrolliert nach rechts schwenkte und mit den beiden linken Triebwerken gegen ein Fahrzeug stieß, dessen Fahrerkabine abgerissen wurde. Beide Insassen des Fahrzeugs wurden verletzt und zwei Triebwerke beschädigt. 2021 kam es zu einem ähnlichen, von ausweichenden Fahrzeugen aus gefilmten Vorfall am selben Flughafen, als eine 767 samt ihrer Zugstange ungebremst rollte und erst abseits der Piste stoppte.
 

Der Schlepper muss genügend Gewicht und damit Haftreibung aufweisen, um ein schweres Flugzeug mit der Stange ziehen zu können. Abhilfe gegen die Konstruktion von immer schwereren Schleppern für größere Flugzeuge brachte die Einführung des Hubsystems, bei welchem das Bugfahrwerk eines Flugzeugs angehoben wird, womit ein Teil des Gewichts des Flugzeugs für Traktion sorgt.

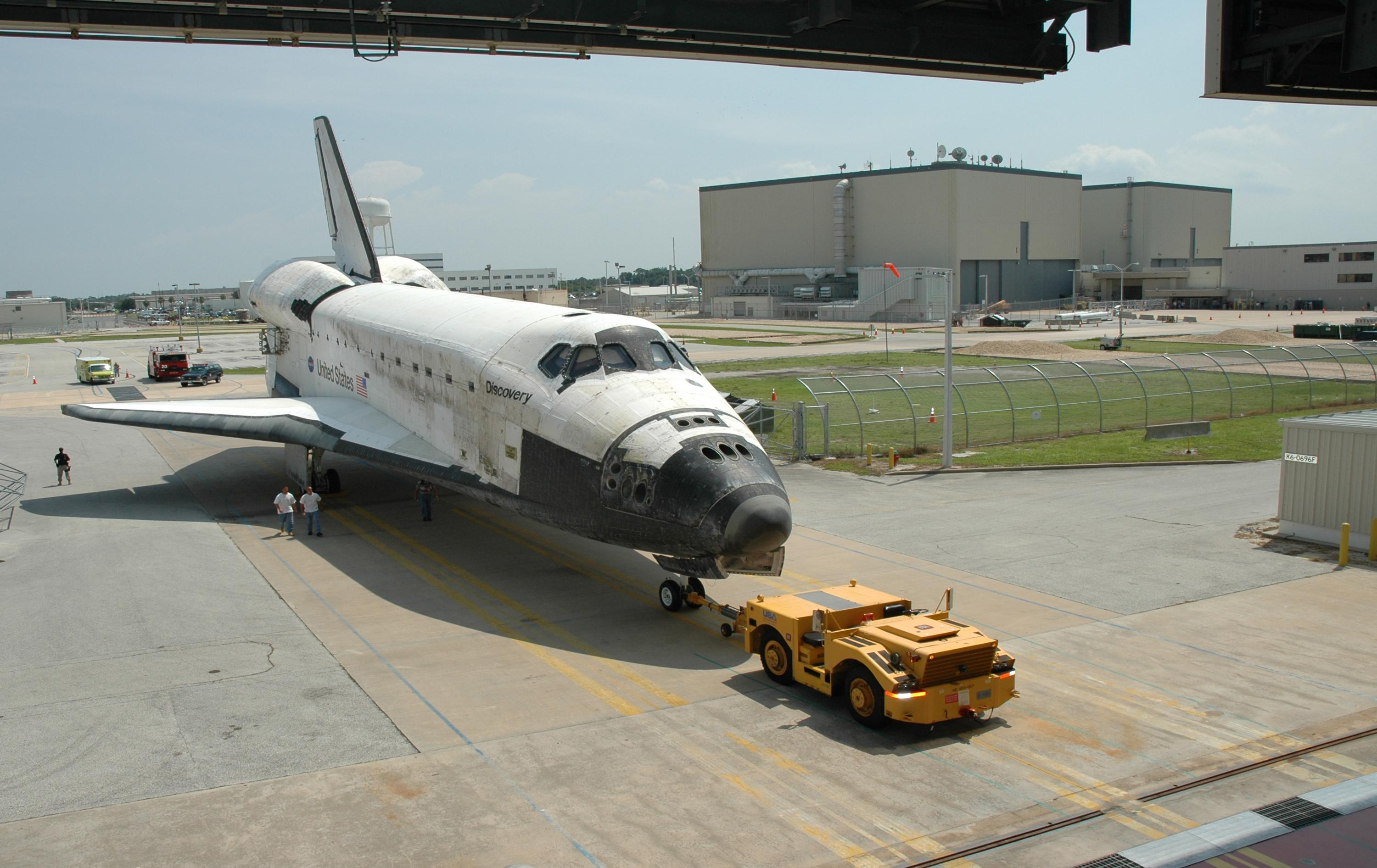
Discovery wird nach STS-114 in die Orbiter Processing Facility geschleppt
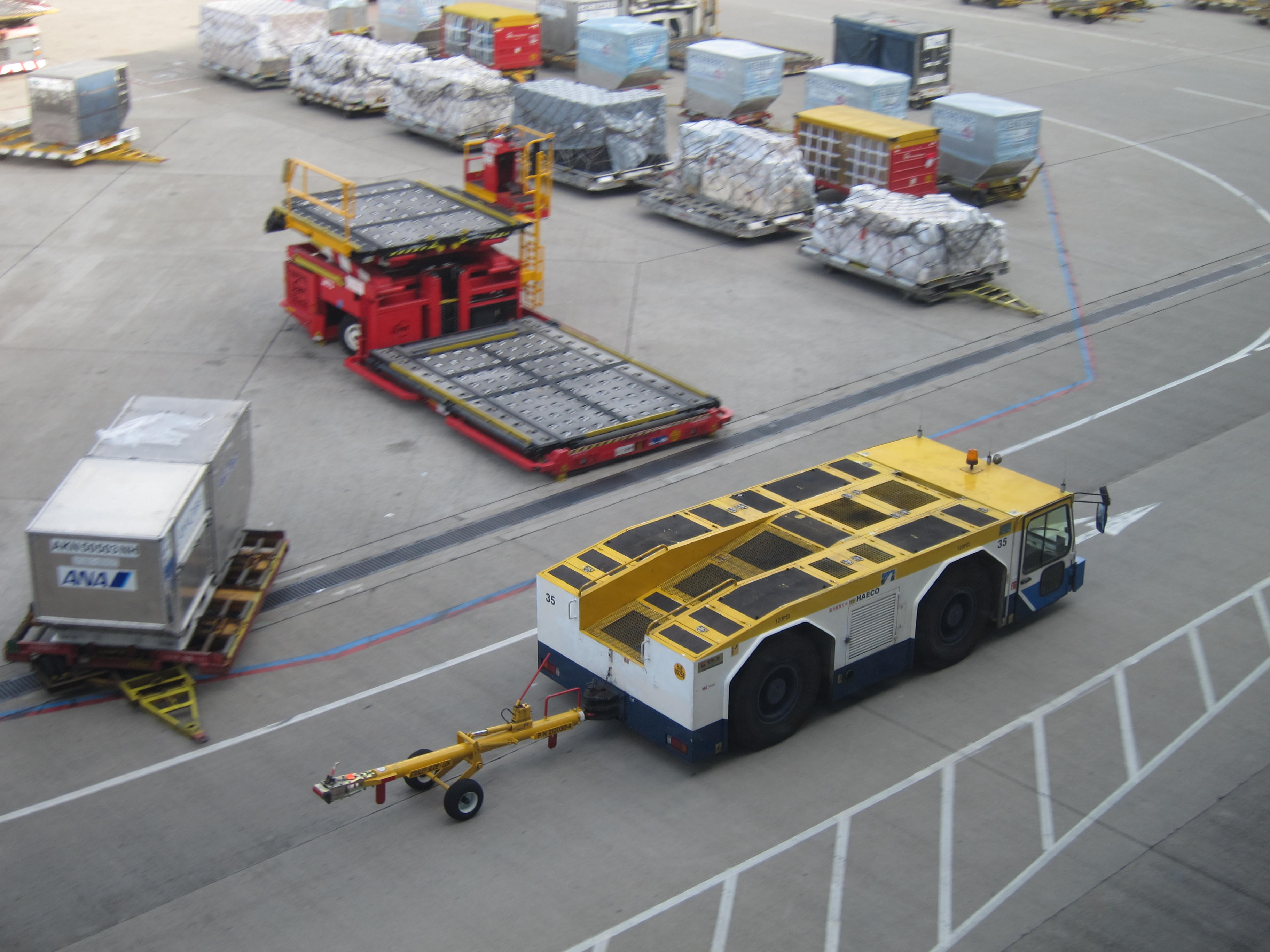
Flugzeugschlepper auf einem Vorfeld
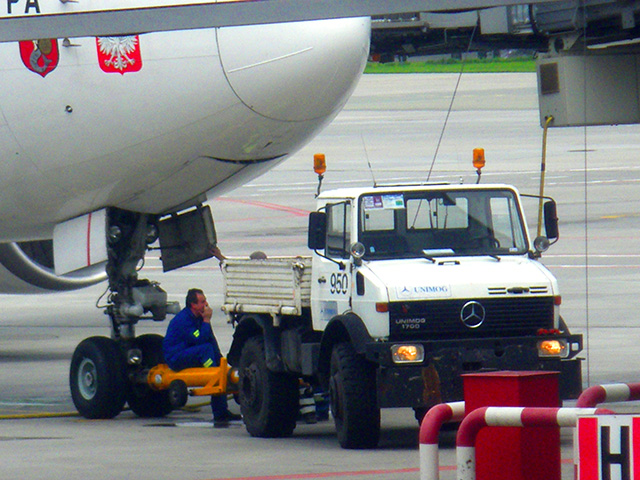
Unimog 435 mit Schleppstange
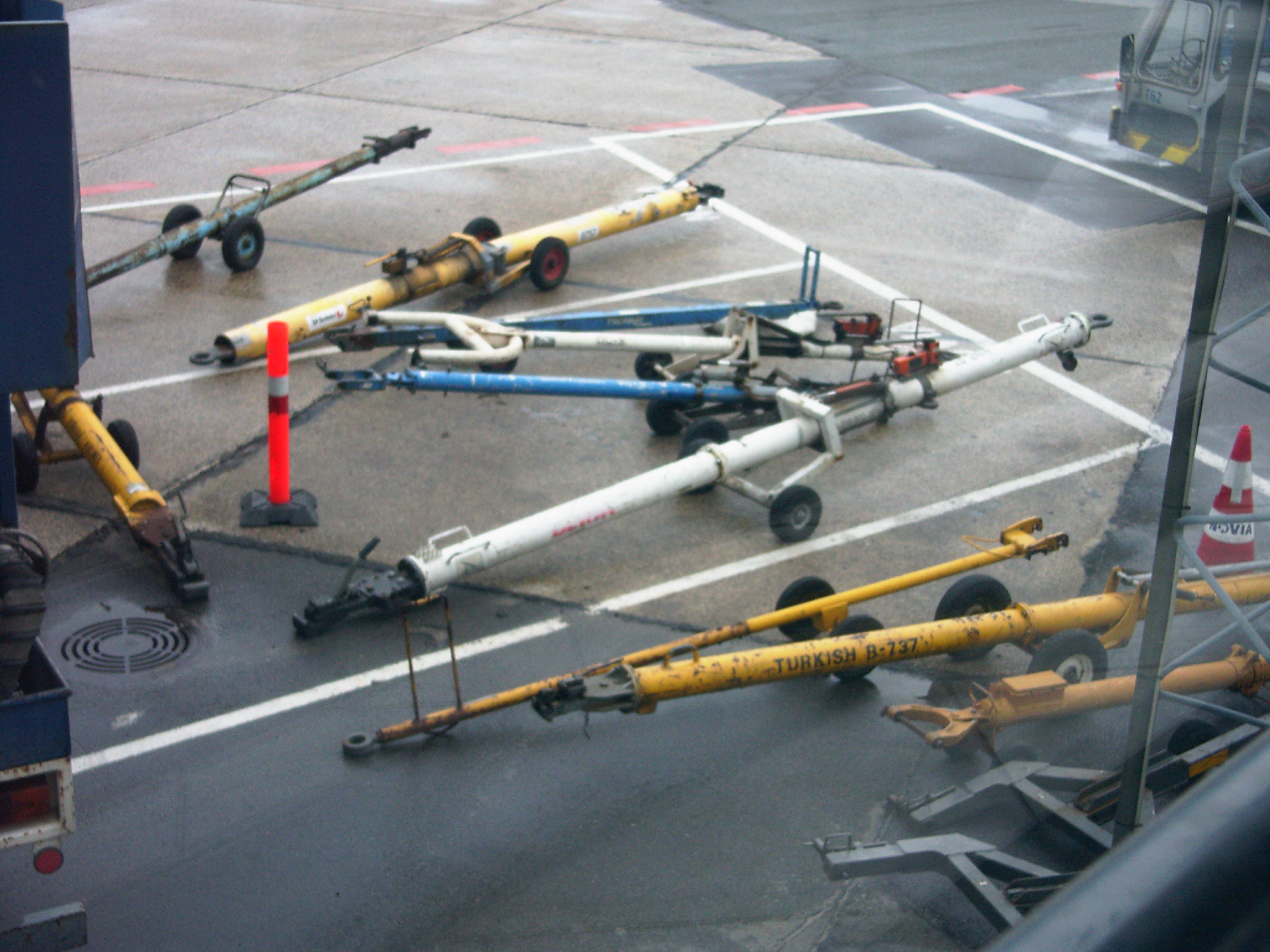
Schleppstangen

## Schleppen ohne Schleppstange
Hier wird von dafür konstruierten Schleppern das Bugradfahrwerk des Flugzeugs umfasst und angehoben. Das Bugradfahrwerk wird also huckepack genommen. Dieses Verfahren vereinfacht das Schleppmanöver erheblich, da das Flugzeug nicht durch eine brechende oder abreißende Schleppstange verloren werden kann, was den Bremser im Flugzeug überflüssig macht. Außerdem wird hier das Manövrieren des Flugzeugs erheblich vereinfacht, da durch die fehlende Schleppstange eine drehbare Verbindung wegfällt. Der Schlepper kann auch erheblich leichter gebaut sein, da die Bugradlast auf ihn übertragen wird und er dadurch zusätzliche Traktion erhält. Weitere Vorteile dieser Methode sind eine höhere Schleppgeschwindigkeit (bis zu 30 km/h). Für den Betreiber solcher stangenloser Flugzeugschlepper fallen auch die Schleppstangenlogistik am Flughafen und deren Wartung weg.
Es gibt auch Flugzeugschlepper, die an einem der Räder des Hauptfahrwerkes ansetzen. Ein solches Gerät umfasst das Hauptrad mit Rollen und schiebt oder zieht so das Flugzeug. Der Schlepper wird von einer Person gesteuert, die mit dem Piloten in Sprechverbindung steht. Der Pilot steuert auf Anweisung das Bugrad und setzt bzw. löst die Parkbremse. Beispiel hierfür ist der PowerPush der Firma Schopf.
Am Flughafen Frankfurt Main sind seit Juli 2014 mit dem TaxiBot diesel-elektrisch angetriebene Flugzeugschlepper in Erprobung, die das Flugzeug nach dem Pushback auch auf dem Taxiway bis kurz vor die Startposition schleppen sollen. Nach dem Zurücksetzen aus der Parkposition durch den Fahrer des Schleppers wird der Betriebsmodus gewechselt und der Pilot übernimmt die Steuerung. Der Schlepper startet wie ein Automatikfahrzeug nach dem Lösen der Fahrwerksbremsen des Flugzeuges, er interpretiert die Lenkbewegungen des Bugrades über Sensoren und setzt sie in entsprechende Richtungswechsel um. Damit kann das Flugzeug den größten Teil der Strecke am Boden ohne laufende Triebwerke zurücklegen, was den Treibstoffverbrauch und die Lärmemissionen senkt. Zudem können die Parkpositionen schneller geräumt werden, da dazu nicht mehr zwangsläufig die Triebwerke gestartet werden müssen.

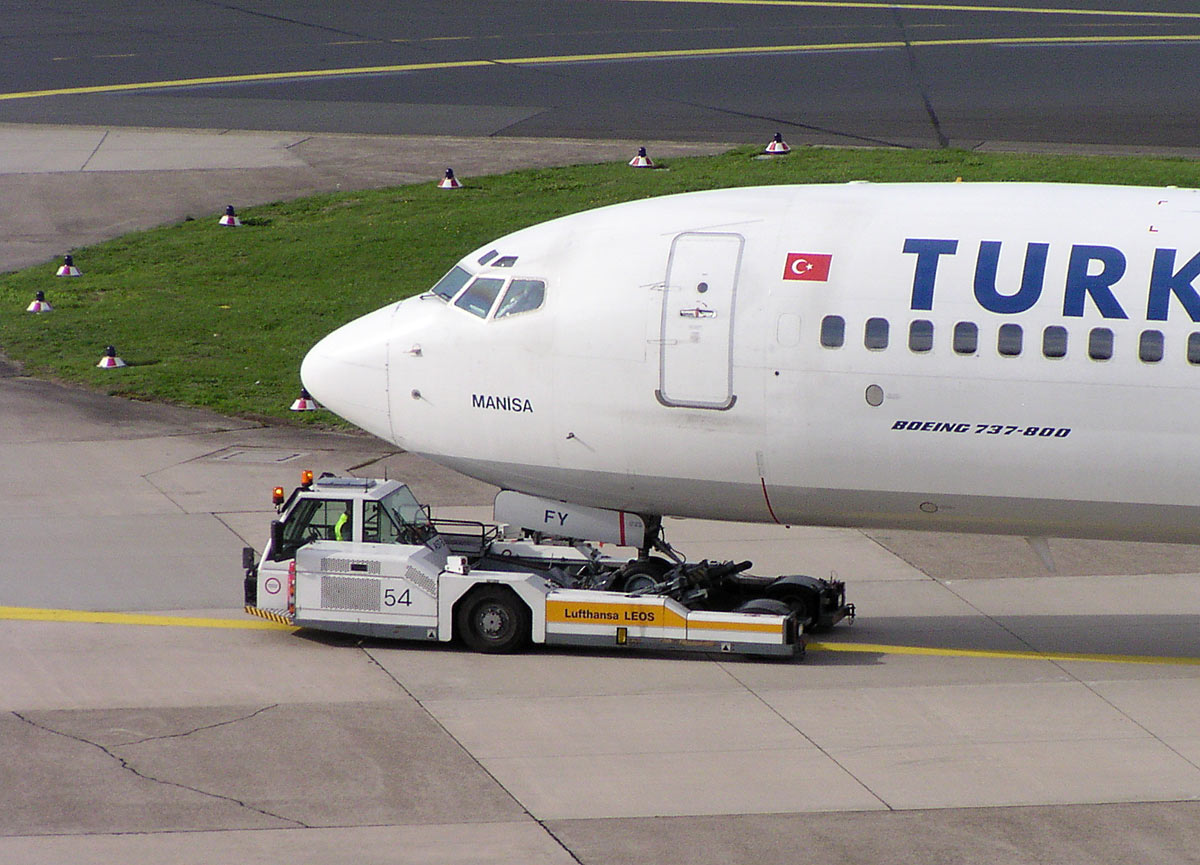
Stangenloser Schlepper (Goldhofer AST-3)
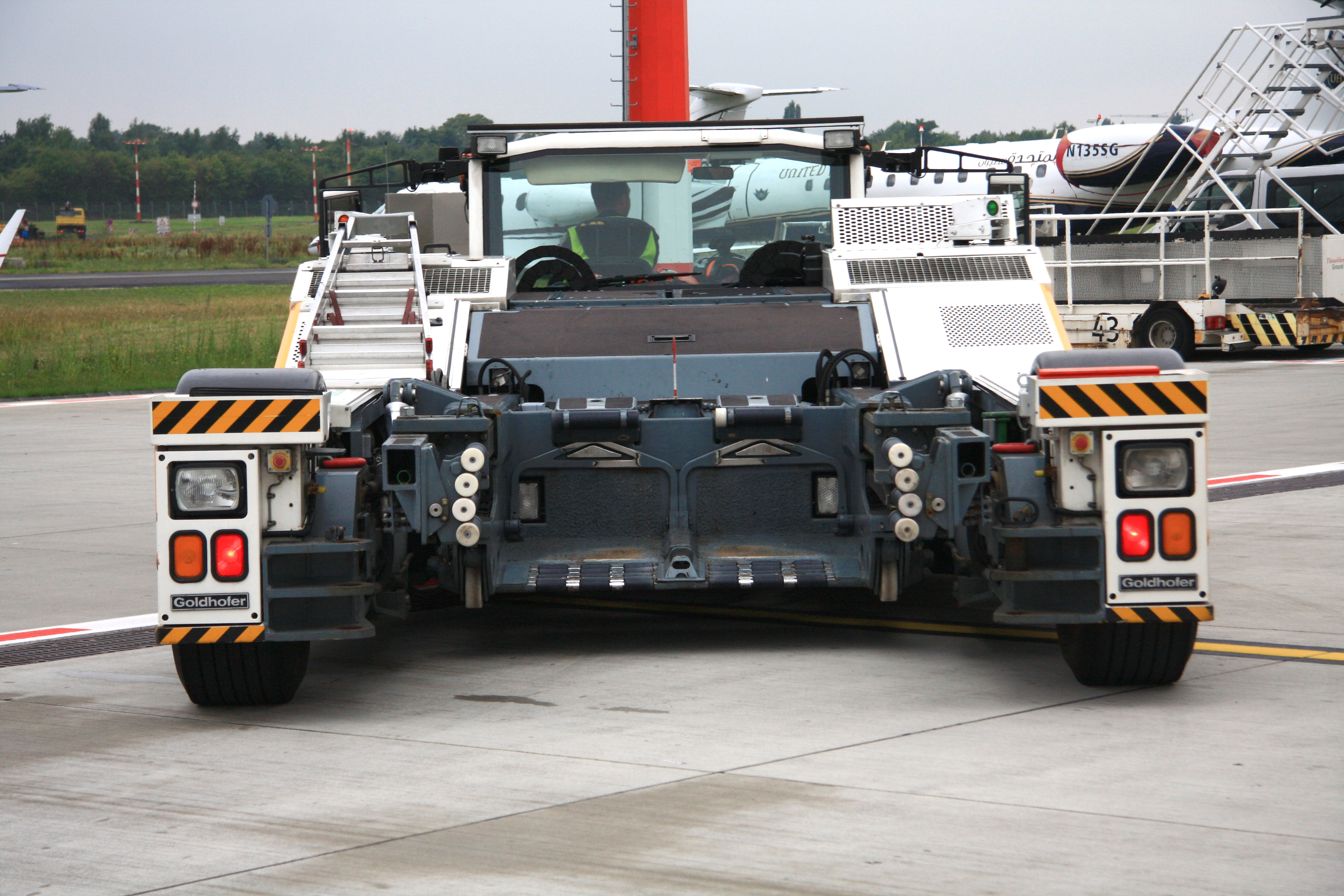
Hubmechanismus eines Goldhofer AST-2
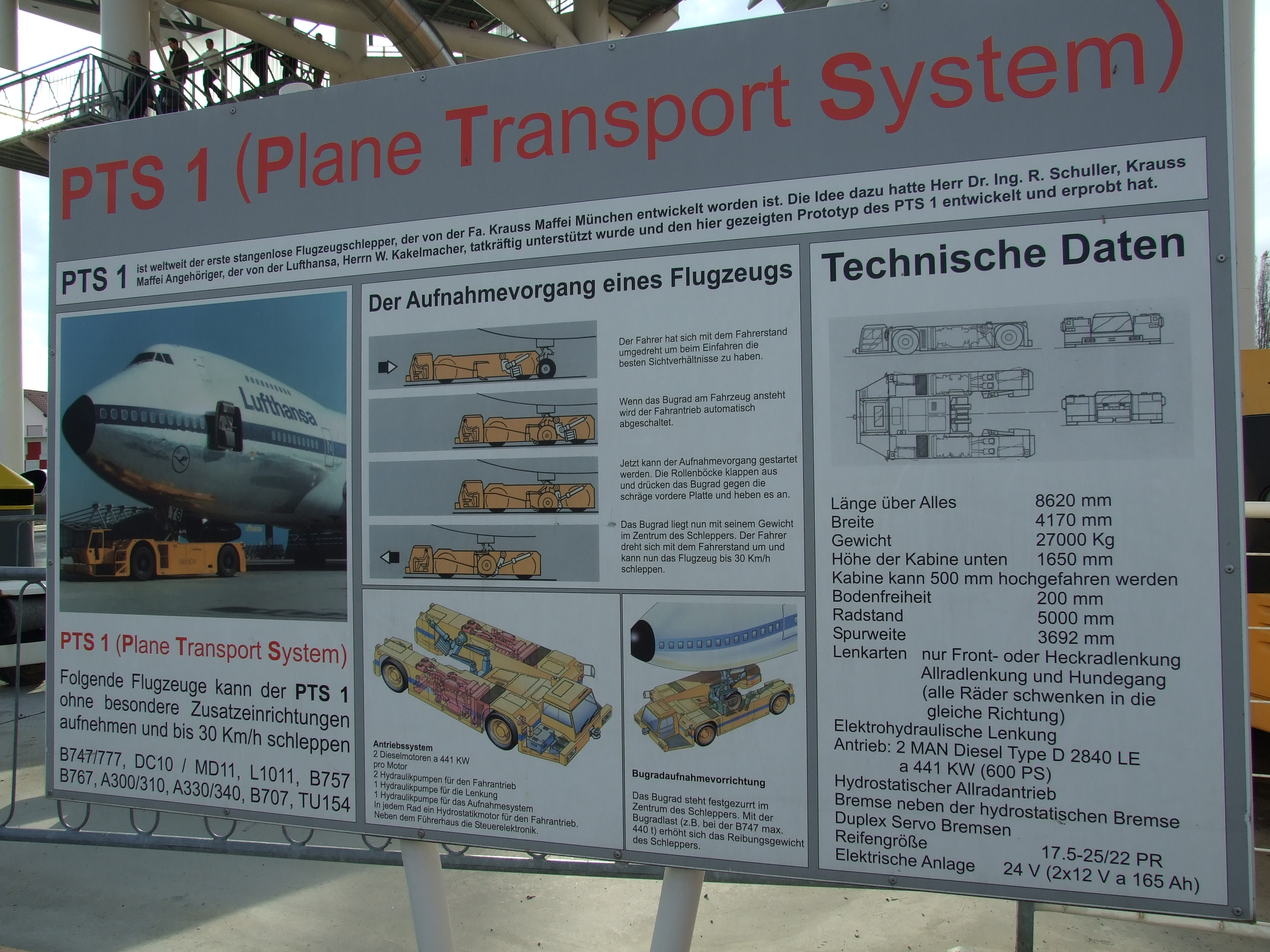
Erläuterungstafel zum stangenlosen Schlepper (Technik Museum Speyer)

## Militärische Flugzeugschlepper
Im Großen und Ganzen sind militärische Flugzeugschlepper für Kampfflugzeuge und Militärhelikopter den zivilen Entsprechungen vergleichbar, dennoch gibt es einige Unterschiede. Militärische Flugzeugschlepper sind sehr kompakt gebaut und haben einen äußerst kleinen Wendekreis, um auf kleinen Flächen (z. B. Flugzeugträgern) oder bei engen Platzverhältnissen (Flugzeugkavernen oder gepanzerten Flugzeugunterständen) arbeiten zu können. Bei einigen Flugzeugschleppern (wie zum Beispiel dem Mowag Flugzeugschlepper) kann der Fahrer während der Fahrt das Flugzeug von der Schleppdeichsel ausklinken. Dies war bei den Mirage III der Schweizer Luftwaffe bei Einsätzen aus den Flugzeugkavernen das Standardverfahren, nachdem das Flugzeug sein Triebwerk gestartet hatte. Militärische Flugzeugschlepper, die in Kavernen und Flugzeugunterständen eingesetzt werden, sind mit Dieselmotoren ausgestattet (keine Zündkerzen wie bei Benzinmotoren zur Verminderung der Explosionsgefahr von Kerosindämpfen). Für das exakte Manövrieren in den Kavernenanlagen und Unterständen sind einige Flugzeugschlepper mit einer besonderen Bodenbeleuchtungseinheit ausgerüstet – mit dem Lichtkegel dieses Scheinwerfers muss der Fahrer im Schlepp-Betrieb der Bodenmarkierung des entsprechenden Flugzeugtyps folgen, um schnell und sicher bei den engen Platzverhältnissen fahren zu können.
Militärische Flugzeugschlepper (wie zum Beispiel die Bucher-Flugzeugschlepper) werden auch für die Bordstromversorgung von kleinen Jets ohne APU verwendet sowie als Zugmaschinen etwa für Triebwerkstartaggregate, Waffensysteme oder Zusatztanks.

In der Sowjetunion nutzte man zum Schleppen von Militärflugzeugen teilweise schwere Lastwagen. So gab es vom Panzertransporter MAZ-537 eine Ausführung mit Spezialgetriebe, die es erlaubt, bis zu 200 Tonnen schwere Maschinen mit Schleppstange zu bewegen.

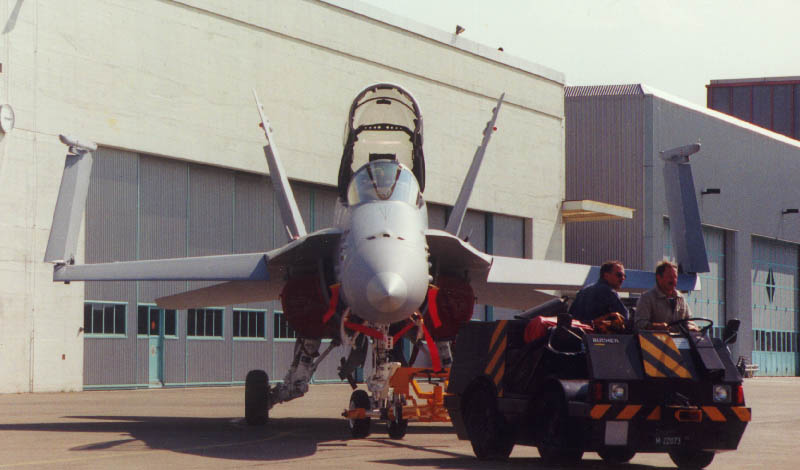
Militärischer Flugzeugschlepper
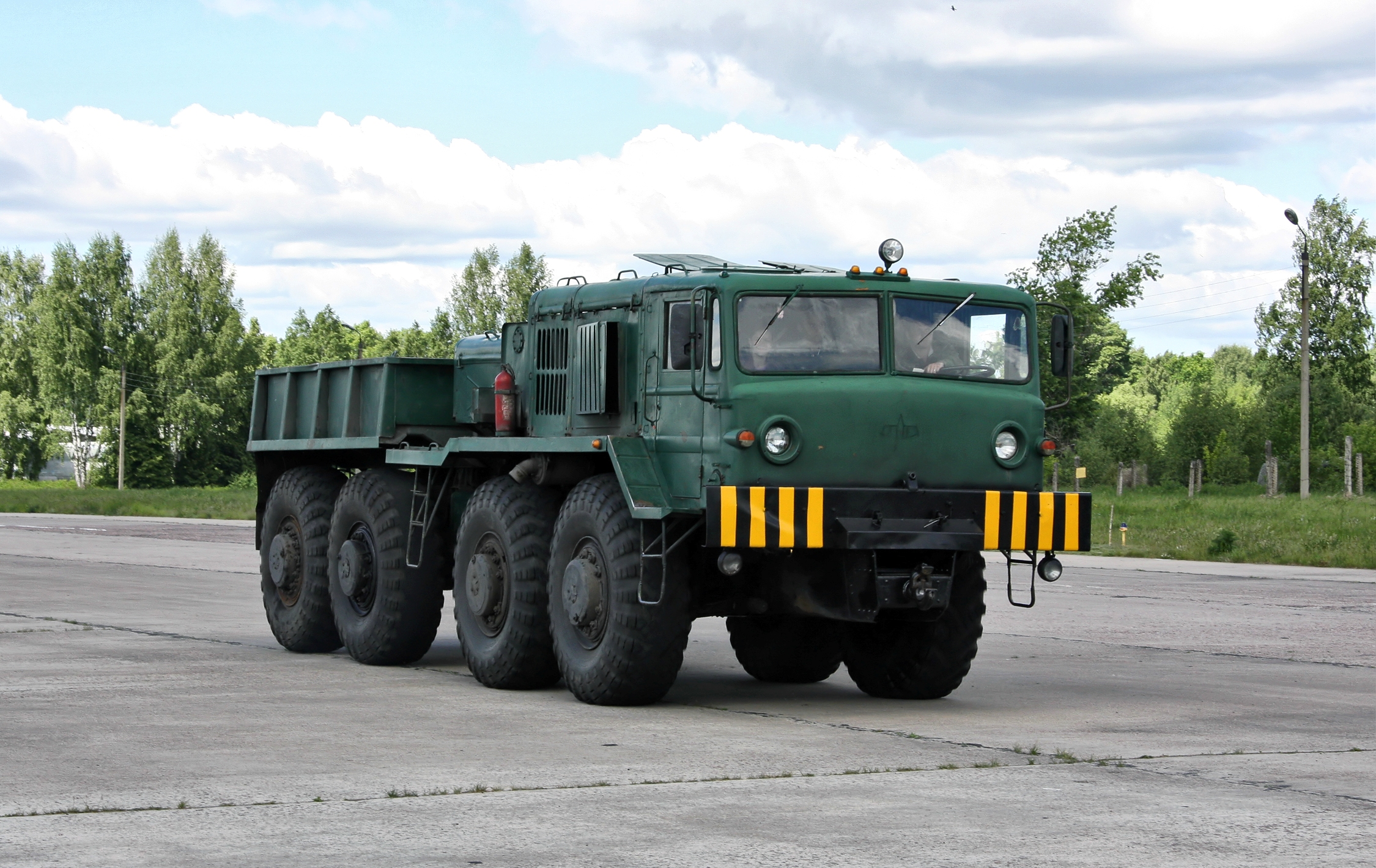
Ein sowjetischer MAZ-537L, zum Flugzeugschlepper umfunktionierter Panzertransporter